# Povestea nașterii Domnului
Povestea nașterii Domnului (The Nativity Story) este un film epic de Crăciun  american din 2006 regizat de Catherine Hardwicke. În rolurile principale joacă actorii  Keisha Castle-Hughes, Shohreh Aghdashloo și Oscar Isaac.  Filmările au început la 1 mai 2006 la Matera, Italia și Ouarzazate, Maroc. Alte scene au fost filmate la Craco, un oraș-fantomă din regiunea italiană Basilicata precum și în studiourile Cinecittà, Roma. New Line Cinema a lansat filmul la 1 decembrie 2006 în Statele Unite și o săptămâna mai târziu (8 decembrie) în Uniunea Europeană. Povestea nașterii Domnului este primul film din lume care a avut premiera mondială la Vatican.

## Prezentare
Filmul prezintă povestea biblică a nașterii lui Iisus Hristos.

## Distribuție
- Keisha Castle-Hughes ca Maria
- Shohreh Aghdashloo ca Elisabeta
- Oscar Isaac ca Iosif
- Stanley Townsend ca Zaharia
- Ciarán Hinds ca Regele Irod
- Alessandro Giuggioli ca Prințul Antipa
- Hiam Abbass ca Ana
- Shaun Toub ca Ioachim
- Alexander Siddig ca Îngerul Gabriel

## Vezi și
- Nașterea Domnului
- Listă de filme creștine
- Listă de filme de Crăciun